# Oltar (zviježđe)
Oltar (lat. Ara) je manje zviježđe južnog neba, pozicionirano između konstelacija Teleskop i Ravnalo.

## Zanimljivi objekti
Najsjajnija zvijezda u zviježđu, β Arae, ima prividnu magnitudu 2.9. γ Arae je dvojna zvijezda neposredno južno od β Arae. Za zvijezdu μ Arae se vjeruje da ima sustav od barem 3 planeta (Mu Arae b, c i d), od kojih je jedan vjerojatno kameni.

## Najzanimljiviji objekti dubokog svemira
Sjeverozapadnim kutom zviježđa prolazi Mliječni put, pa se u ovom dijelu zviježđa može naći nekoliko otvorenih skupova i difuznih maglica. Od kuglastih skupova je najsjajniji NGC 6397, udaljen samo 8,200 s.g. (jedan od najbližih kuglastih skupova).

## Povijest
Zviježđe je jedno od 48 prvobitnih Ptolomejevih zviježđa.

## Vanjske poveznice
- The Deep Photographic Guide to the Constellations: Ara
- NightSkyInfo.com: Constellation Ara